# Abrodiaeta
Abrodiaeta is een geslacht van rechtvleugeligen uit de familie sabelsprinkhanen (Tettigoniidae). De wetenschappelijke naam van dit geslacht is voor het eerst geldig gepubliceerd in 1891 door Brunner von Wattenwyl.

## Soorten
Het geslacht Abrodiaeta omvat de volgende soorten:
- Abrodiaeta lanceolata Brunner von Wattenwyl, 1891
- Abrodiaeta parvula Giglio-Tos, 1898